# NGC 4432
NGC 4432 é uma galáxia espiral barrada (SBbc) localizada na direcção da constelação de Virgo. Possui uma declinação de +06° 14' 00" e uma ascensão recta de 12 horas, 27 minutos e 33,0 segundos.
A galáxia NGC 4432 foi descoberta em 22 de Março de 1865 por Albert Marth.